# Piatã (Salvador)
Piatã é um bairro da cidade de Salvador, na Bahia, no Brasil. É cortado ao meio pela Avenida Orlando Gomes e tem limite na praia de Piatã.
Nesse bairro, há vários condomínios fechados de classe média e alta: entre eles, estão o CasaBlanca, Costa Verde, Village Piatã, Veredas Piatã, Vila Tropical, Colina de Piatã, Cores de Piatã, Horto Ville Piatã e Solaris. Nele, também está localizado o Costa Verde Tenis Clube, um clube do Banco do Brasil-Associação dos Aposentados do Banco do Brasil, uma escola pública e uma faculdade e escola média-técnica do Serviço Nacional de Aprendizagem Industrial/Cimatec. Também teremos futuramente o Reserva de Piatã: um microbairro dentro do próprio bairro, extremamente luxuoso e sustentável. Todos esses possuem, como principais acessos, a Avenida Orlando Gomes e a orla, um trecho da Avenida Octávio Mangabeira. Existem, também, um pequeno centro comercial, uma delegacia da Polícia Civil do Estado da Bahia e um curso de inglês.

## Etimologia
"Piatã" é um nome com origem na língua tupi: significa "pé duro", através da junção dos termos py (pé) e atã (duro).

## História
No período colonial, grande parte da orla entre Amaralina e Itapuã era chamada de São Tomé e era praticamente inabitada.
Anos atrás, Herbert Rocha Vaz instalou, na região, sua fábrica de óleo, que foi batizada de Olerífera Piatã por Frederico Edelweiss, empresário e estudioso de povos tupis. O nome do bairro significa "persistente".